# 박선영 (1980년)
박선영(1980년 2월 21일 ~ )은 대한민국의 전 여자 농구 선수이다.

## 학력
- 숭의초등학교
- 숭의여자중학교
- 숭의여자고등학교

## 경력

### 클럽
- 1998 ~ 2003년: 용인 삼성생명 비추미
- 2004 ~ 2004년: 현대건설 여자농구단
- 2005 ~ 2006년: 안산 신한은행 에스버드
- 2006년: 부천 신세계 쿨캣
- 2009년 ~ 2011년: 청주 KB국민은행 세이버스
- 2011년 ~ 2014년: 청주 KB국민은행 스타즈

### 국가대표팀
- 2004년 국제농구연맹 월드리그 국가대표
- 2006년 세계여자농구선수권대회 국가대표
- 2006년 아시안 게임 여자 농구 국가대표